# Hatra
Hatra(arabul: al-الحضر Ḥaḍr) ókori romváros Ninává kormányzóságban, az al-Jazira régióban, Irakban.

## Fekvése
Moszultól 120 km-re, délnyugatra fekvő település.

## Története
Hatra kezdetben erődítmény volt a Római Birodalom és Párthia közti határ közelében, és Irán védelmében gyakran játszott kulcsszerepet a római hadakkal szemben.
Később a Párthusok érdekkörébe került a város, ekkor rohamos fejlődésnek indult. Kereskedelmi és katonai központ lett.
i. sz. 117-ben Traianus császár, majd i. sz. 198-ban Septimius Severus ostromolták meg a várost, de nem tudták bevenni.
i. sz. 227-ben, miután a szásszánidák legyőzték a Pártus Birodalmat, Hatra Róma szövetségében harcolt a perzsák ellen. A támadásoknak azonban nem sokáig tudott ellenállni, i. sz. 241-ben I. Sápúr elfoglalta és elpusztította a várost, s lakóit megölette. A város, Hatra többé nem kelt életre.

## Hatra leírása
Hatrát W. Andrae német régész kutatta először a 20. század elején, majd 1951-től az Iraki Régészeti Intézet szakemberei végeztek a város területén feltáró és rekonstrukciós munkálatokat.
Hatra közel kör alakú település volt a Tigris folyó bal partja mellett, melyet kettős erődítményrendszer védett. Kettős volt belső fala is, faragott kőből épült bástyákkal és árokkal övezve. A kettős falrendszer külső fala a belsőtől 500 méterre, földből készült. A falakon belül szabálytalan formában, szinte villaszerűen épült város központjában emelkedett a nagy templomkerület.
A városközpont 440x320 méter területen feküdt, melyet faragott kőfal vett körül.
Keleti - nagyobbik része nem épült be, csak a fal mentén körben futott árkádos folyosó. Hatalmas udvara valószínű a lakosok menedékéül szolgált ostrom idején.
Nyugati oldalán fallal elválasztott helyen, úgynevezett szentélykörzetben álltak a város isteneinek templomai.

## Nevezetességei
- Párthus palota - a város déli részén emelkedett.  Az i. sz. II. században épült. Az épületegyüttes egy nagy központi udvar köré szerveződött, az udvar mind a négy oldalán egy-egy „ivan” nyílt.

Az épület vályogból és égetett téglából épült, falfelületeit stukkóval borították.
- Dipterosz templom - a nagy udvar nyugati fala mellé épült, két oldalán egy-egy kapu vezetett a tulajdonképpeni templomkörzetbe.

A templom valószínűleg az i. e. II. században épült, a feliratok szerint Maran istennek szentelték.
A templomkörzet kapui a Dipterosz templom két oldalán álltak. Mindkét kapu háromnyílású, íves, illetve gerendás megoldással épült, középső nyílásai az oldalsóknál nagyobbak voltak.
- Maran temploma - a fallal kettéosztott templomkerület déli részén épült, az i. sz. I. századának első fele körül. Alapterülete 15x30 méter, magassága több mint 20 méter volt.

Homlokzatát hatalmas korinthoszi féloszlopok fogták egységbe. Az ivanok nyílását keretező párkányt faragott állat- és emberalakokkal, növényi díszekkel ékesítették. A nagy ivan ajtószárnyai fából voltak, a küszöböt különböző színű kövekből rakták ki.
- Samas temploma - a Maran-templom nyugati falához épült, majdnem négyzetes 11,75x12 m-es alaprajzú helyiségből és az azt körülfogó 3,5x4 méter széles folyosóból állt.

- Barmarin templom - majdnem megegyezett Maran templomával, melynek északi fala mellé épült.

- Mitrász temploma - a Barmarin templom északi falához épült.

- Sahiru templom - a választófal nyugati végén épült fel, homlokzata dél felé nézett és hat korinthoszi oszlopból álló portikusz előzte meg.